# دائرة حد الصحاري
دائرة حد الصحاري إحدى دوائر ولاية الجلفة وعاصمتها حد الصحاري. وتضم إلى جانب بلدية حد الصحاري كل من بلديات بويرة الأحداب و عين أفقه.